# Anthony Modeste
Pour l’article homonyme, voir Anthony Benedict Modeste.
Anthony Modeste , né le 14 avril 1988 à Cannes (France), est un footballeur français qui évolue au poste d'attaquant.
Il est le fils de Guy Modeste, ancien footballeur professionnel.

## Biographie

### Carrière en club

#### Débuts à Nice et prêt à Angers (2007-2010)
Anthony Modeste est formé à l'OGC Nice. Lors de la saison 2006-2007, il évolue régulièrement en CFA avec l'équipe réserve niçoise. Il inscrit 7 buts en 21 matches. Il fait également partie du groupe professionnel lors de deux matches.
En mai 2007, il signe un premier contrat professionnel d'une durée de trois ans avec son club formateur. Il fait ses débuts en Ligue 1 lors de Caen-Nice pour le compte de la première journée de la saison 2007-2008. Il marque d'ailleurs son premier but en Ligue 1 contre Rennes (1-1), le 23 janvier 2008, d'une frappe des 30 mètres.
En juillet 2009, Modeste est prêté au SCO Angers. Dès son premier match (amical contre le Stade lavallois) il marquera d'une frappe croisée. En Ligue 2 il est directement impliqué dans les 8 premiers buts de son équipe (il en marque quatre, obtient un coup franc). 
Il a été plusieurs fois sélectionné dans les équipes de France de jeunes. Il était international en équipe de France espoirs.
Avec les espoirs, il a notamment inscrit 8 buts en 12 sélections dont 3 pour les qualifications de l'euro espoirs.
Il a été élu meilleur joueur du mois UNFP d'août 2009 en Ligue 2 par le public.

#### Girondins de Bordeaux (2010-2013)
Après des négociations mouvementées, il finit par rejoindre les Girondins de Bordeaux et signe pour quatre ans et pour 3 millions d'euros. Il marque son premier but pour les Girondins de Bordeaux contre l'Olympique de Marseille, le 29 août 2010, de la tête sur une passe décisive de Jaroslav Plašil à la 88e minute, malgré la pression de César Azpilicueta. Ce but permet aux Girondins de rester invaincus chez eux contre l'OM depuis 33 ans. Lors de la 5e journée, Modeste retrouve son ancienne équipe, l'OGC Nice. Alors menés deux buts à zéro, les Girondins obtiennent un penalty qu'il transforme. C'est ainsi son deuxième but en deux matchs en tant que titulaire. Lors de la 9e journée, les Girondins se déplacent à Auxerre synonyme de victoire puisque Modeste inscrit son troisième but d'une tête sur un corner du Tchèque Jaroslav Plašil. Le 21 novembre 2010, il marque le premier triplé de sa carrière avec les Girondins de Bordeaux contre l'AC Arles-Avignon (2-4) et son compteur but arrive à six buts.
Après une qualification pour les seizièmes de finale de la coupe de France dans laquelle Modeste participe d'un but à la victoire des siens (3-1) contre le FC Rouen, les Girondins débutent la deuxième partie du championnat face à l'Olympique de Marseille. Après avoir été menés 2-0, les Girondins obtiennent un penalty transformé par Modeste qui marque son deuxième but de l'année sans pouvoir empêcher la défaite des siens (2-1). Lors de la 21e journée de Ligue 1, Modeste retrouve son ancien club l'OGC Nice et, comme au match aller, marque et participe à la victoire 2-0 des siens. Lors de la 25e journée, les Girondins reçoivent l'AJ Auxerre qui avait été battue chez elle à l'aller sur un but de Modeste, il refait le même coup en marquant un penalty contre l'AJA et délivre une passe à Jaroslav Plašil qui marque un but et permet aux Girondins de s'imposer 3-0. Il s'agit du dernier but de sa saison durant laquelle il a donc marqué 10 fois en Ligue 1 (dont 4 penaltys) pour 12 buts toutes compétitions confondues. Il manque un penalty contre le RC Lens lors de la 34e journée et n'empêche pas la défaite (0-1). Après cette saison au terme de laquelle les Girondins terminent à la septième place, Modeste termine meilleur buteur du club (10 buts) loin devant Plašil, Jussiê, Diarra et Diabaté (4 buts).
Lors de la préparation de la saison 2011-2012, les Girondins disputent 7 matchs et Modeste marque 4 buts. Le 27 août 2011, Modeste marque un but très important contre le Valenciennes FC, car celui-ci permet à son équipe de remporter sa première victoire de la saison (2-1), mais également de mettre fin à une série personnelle de 16 matchs sans marquer (dernier but contre l'AJ Auxerre, le 26 février 2011).

#### Prêts à Blackburn et Bastia (2012-2013)
Le 20 janvier 2012, Modeste est prêté, jusqu'à la fin de la saison aux Blackburn Rovers. Son passage est une catastrophe. Il est désigné par certains journaux anglais deuxième pire joueur de Premier League.
Le 31 juillet 2012, Anthony Modeste est prêté jusqu'à la fin de la saison au Sporting Club de Bastia. Lors de la première journée de Ligue 1, il égalise face au FC Sochaux-Montbéliard. Le SC Bastia l'emporte finalement sur le score de deux buts à trois. Il égalise aussi face au Stade de Reims (sur penalty) lors de la deuxième journée de Ligue 1 (victoire du Sporting Club de Bastia par deux buts à un). Il donne également la victoire à son équipe lors d'un match de coupe de la Ligue contre l'AJ Auxerre, où il inscrit le seul but de la rencontre sur une passe décisive de Florian Thauvin. Le 16 mars 2013, Anthony Modeste inscrit un but contre l'Olympique lyonnais, participant ainsi à la victoire du SC Bastia sur le score de quatre buts à un. Le 11 mai 2013, il inscrit un doublé face au Montpellier HSC (3-1) et permet au SC Bastia de se maintenir pour une saison supplémentaire en Ligue 1.

#### TSG Hoffenheim (2013-2015)
Le 8 juillet 2013, Modeste signe au TSG Hoffenheim pour trois saisons, où il débute en Bundesliga avec 5 buts en 6 matches.

#### FC Cologne (2015-2017)
Le 19 juin 2015, Anthony Modeste s'engage avec le 1. FC Cologne pour quatre saisons. Le 8 août 2015, pour son premier match officiel sous ses nouvelles couleurs, il inscrit trois buts pour le club rhénan face au SV Meppen, lors du premier tour de la coupe d'Allemagne.
Déjà auteur de 6 buts depuis le début de saison, il est élu, le 7 octobre 2015, meilleur joueur de la 8e journée de la Bundesliga. Il finira troisième au classement des meilleurs buteurs du championnat allemand lors de la saison 2016-2017 avec 25 réalisations.

#### Tianjin Quanjian (2017-2018)
Le 12 juillet 2017, Anthony Modeste est prêté au Tianjin Quanjian pour deux ans contre 6 millions d'euros au terme duquel le joueur sera automatiquement acheté pour 30 millions d'euros.

#### FC Cologne et prêt à l'AS Saint-Étienne (2018-2022)
Le 17 novembre 2018, Anthony Modeste revient librement au 1. FC Cologne avec un contrat le liant jusqu'en juin 2023 avec le club allemand.
Le 1er février 2021, il est prêté sans option d'achat à Saint-Étienne jusqu'à la fin de la saison.
Modeste réalise une saison pleine 2021-2022 avec Cologne, marquant en particulier 20 fois en championnat

#### Borussia Dortmund (2022-2023)
Anthony Modeste est recruté par le Borussia  Dortmund lors de l'été 2022, en particulier pour pallier l'indisponibilité médicale de son tout nouveau buteur Sébastien Haller. Il inscrit son premier but lors de la troisième journée de la saison 2022-2023 face au Hertha Berlin.

## Palmarès

### En club
Avec le FC Cologne :
- Champion de D2 allemande en 2019

 Avec Al Ahly :
- Champion d'Égypte en 2024
- Vainqueur de la Coupe d'Égypte en 2023
- Vainqueur de la Supercoupe d'Égypte en 2024
- Vainqueur de la Ligue des champions africaine en 2024

### Distinctions personnelles
Avec le SCO d'Angers :
- Joueur du mois UNFP de Ligue 2 en août 2009 et février 2010

## Statistiques
| Saison                | Club                       | Championnat           | Championnat | Championnat | Coupe nationale | Coupe nationale | Coupe de la Ligue | Coupe de la Ligue | Supercoupe | Supercoupe | Compétition(s) continentale(s) | Compétition(s) continentale(s) | Compétition(s) continentale(s) | Total | Total |
| Saison                | Club                       | Division              | M.          | B.          | M.              | B.              | M.                | B.                | M.         | B.         | Comp.                          | M.                             | B.                             | M.    | B.    |
| 2006-2007             | OGC Nice B                 | CFA                   | 21          | 7           | -               | -               | -                 | -                 | -          | -          | -                              | -                              | -                              | 21    | 7     |
| Sous-total            | Sous-total                 | Sous-total            | 21          | 7           | -               | -               | -                 | -                 | -          | -          | -                              | -                              | -                              | 21    | 7     |
| 2007-2008             | OGC Nice                   | Ligue 1               | 20          | 1           | 1               | 0               | 1                 | 0                 | -          | -          | -                              | -                              | -                              | 22    | 1     |
| 2008-2009             | OGC Nice                   | Ligue 1               | 22          | 2           | 1               | 1               | 4                 | 1                 | -          | -          | -                              | -                              | -                              | 27    | 4     |
| Sous-total            | Sous-total                 | Sous-total            | 42          | 3           | 2               | 1               | 5                 | 1                 | -          | -          | -                              | -                              | -                              | 49    | 5     |
| 2009-2010             | SCO Angers (prêt)          | Ligue 2               | 37          | 20          | 2               | 0               | 1                 | 0                 | -          | -          | -                              | -                              | -                              | 40    | 20    |
| Sous-total            | Sous-total                 | Sous-total            | 37          | 20          | 2               | 0               | 1                 | 0                 | 0          | 0          | -                              | 0                              | 0                              | 40    | 20    |
| 2010-2011             | Girondins de Bordeaux      | Ligue 1               | 36          | 10          | 2               | 1               | 2                 | 1                 | -          | -          | -                              | -                              | -                              | 40    | 12    |
| 2011-2012             | Girondins de Bordeaux      | Ligue 1               | 15          | 3           | 1               | 0               | 1                 | 0                 | -          | -          | -                              | -                              | -                              | 17    | 3     |
| Sous-total            | Sous-total                 | Sous-total            | 51          | 13          | 3               | 1               | 3                 | 1                 | 0          | 0          | -                              | 0                              | 0                              | 57    | 15    |
| 2011-2012             | Blackburn Rovers FC (prêt) | Premier League        | 9           | 0           | -               | -               | -                 | -                 | -          | -          | -                              | -                              | -                              | 9     | 0     |
| Sous-total            | Sous-total                 | Sous-total            | 9           | 0           | 0               | 0               | 0                 | 0                 | 0          | 0          | -                              | 0                              | 0                              | 9     | 0     |
| 2012-2013             | SC Bastia (prêt)           | Ligue 1               | 36          | 15          | 0               | 0               | 2                 | 2                 | -          | -          | -                              | -                              | -                              | 38    | 17    |
| Sous-total            | Sous-total                 | Sous-total            | 36          | 15          | 0               | 0               | 2                 | 2                 | 0          | 0          | -                              | 0                              | 0                              | 38    | 17    |
| 2013-2014             | TSG 1899 Hoffenheim        | Bundesliga            | 29          | 12          | 4               | 2               | -                 | -                 | -          | -          | -                              | -                              | -                              | 33    | 14    |
| 2014-2015             | TSG 1899 Hoffenheim        | Bundesliga            | 26          | 7           | 3               | 2               | -                 | -                 | -          | -          | -                              | -                              | -                              | 29    | 9     |
| Sous-total            | Sous-total                 | Sous-total            | 55          | 19          | 7               | 4               | 0                 | 0                 | 0          | 0          | -                              | 0                              | 0                              | 62    | 23    |
| 2015-2016             | FC Cologne                 | Bundesliga            | 34          | 15          | 2               | 3               | -                 | -                 | -          | -          | -                              | -                              | -                              | 36    | 18    |
| 2016-2017             | FC Cologne                 | Bundesliga            | 34          | 25          | 3               | 2               | -                 | -                 | -          | -          | -                              | -                              | -                              | 37    | 27    |
| Sous-total            | Sous-total                 | Sous-total            | 68          | 40          | 5               | 5               | 0                 | 0                 | 0          | 0          | -                              | 0                              | 0                              | 73    | 45    |
| 2017                  | Tianjin Quanjian (prêt)    | CSL                   | 8           | 7           | -               | -               | -                 | -                 | -          | -          | -                              | -                              | -                              | 8     | 7     |
| 2018                  | Tianjin Quanjian (prêt)    | CSL                   | 12          | 4           | 1               | 0               | -                 | -                 | -          | -          | ACL                            | 8                              | 5                              | 21    | 9     |
| Sous-total            | Sous-total                 | Sous-total            | 20          | 11          | 1               | 0               | 0                 | 0                 | 0          | 0          | -                              | 8                              | 5                              | 29    | 16    |
| 2018-2019             | FC Cologne                 | 2. Bundesliga         | 10          | 6           | -               | -               | -                 | -                 | -          | -          | -                              | -                              | -                              | 10    | 6     |
| 2019-2020             | FC Cologne                 | Bundesliga            | 27          | 4           | 2               | 0               | -                 | -                 | -          | -          | -                              | -                              | -                              | 29    | 4     |
| 2020-2021             | FC Cologne                 | Bundesliga            | 8           | 0           | 1               | 1               | -                 | -                 | -          | -          | -                              | -                              | -                              | 9     | 1     |
| 2021-2022             | FC Cologne                 | Bundesliga            | 31          | 20          | 2               | 2               | -                 | -                 | -          | -          | -                              | -                              | -                              | 33    | 22    |
| 2022-2023             | FC Cologne                 | Bundesliga            | -           | -           | 1               | 0               | -                 | -                 | -          | -          | C4                             | -                              | -                              | 1     | 0     |
| Sous-total            | Sous-total                 | Sous-total            | 75          | 30          | 6               | 3               | 0                 | 0                 | 0          | 0          | -                              | 0                              | 0                              | 81    | 33    |
| 2020-2021             | AS Saint-Étienne (prêt)    | Ligue 1               | 7           | 0           | 1               | 0               | -                 | -                 | -          | -          | -                              | -                              | -                              | 8     | 0     |
| Sous-total            | Sous-total                 | Sous-total            | 7           | 0           | 1               | 0               | 0                 | 0                 | 0          | 0          | -                              | 0                              | 0                              | 8     | 0     |
| 2022-2023             | Borussia Dortmund          | Bundesliga            | 19          | 2           | 2               | 0               | -                 | -                 | -          | -          | C1                             | 7                              | 0                              | 28    | 2     |
| Sous-total            | Sous-total                 | Sous-total            | 19          | 2           | 2               | 0               | 0                 | 0                 | 0          | 0          | -                              | 7                              | 0                              | 28    | 2     |
| Total sur la carrière | Total sur la carrière      | Total sur la carrière | 442         | 162         | 34              | 17              | 11                | 4                 | 0          | 0          | -                              | 15                             | 5                              | 502   | 188   |